# Bischofswerdaer Fußballverein 1908
Il Bischofswerdaer FV 08 è una società calcistica tedesca di Bischofswerda, Sassonia. Nella stagione 2018-19 milita in Regionalliga Nordost, un girone della quarta divisione del campionato di calcio tedesco.

## Storia
Fondato il 14 luglio 1908 con il nome di FC Germania 08 Bischofswerda, assunse la denominazione di Sportverein 08 Bischofswerda nel 1919. L'unico successo rilevante per la squadra in questi anni fu l'eliminazione nel 1942 del Dresdner SC, una delle potenze del calcio tedesco di quegli anni, dalla Tschammerpokal.
Dal 1945 fino alla riunificazione, il club giocò nella DDR-Oberliga e a partire dagli anni settanta fino alla caduta del muro di Berlino giocò con il nome di BSG Fortschritt Bischofswerda. La squadra militò per due stagioni (1986-1987, 1989-1990) in DDR-Oberliga, la massima divisione, ma in entrambe le stagioni terminò il campionato all'ultimo posto.
Dopo la riunificazione, il 21 maggio 1991, la compagine prese la denominazione attuale (Bischofswerdaer Fußballverein 1908 e.V.) e con l'accorpamento delle leghe, fu relegata in Am.Oberliga Nordost-Süd (III). Nei primi tre anni sfiorò la promozione in Zweite Bundesliga, ma nel 1996 retrocesse in NOFV-Oberliga Staffel Süd (IV).
Successivamente retrocesse nel 2001 in Landesliga Sachsen (V) e nel 2003 in Bezirksliga Dresden (VI). Riconquistò l'accesso alla quinta divisione l'anno seguente ma nel 2006 ritornò in sesta divisione.